# پایگاه هوایی مارامبیو
پایگاه هوایی مارامبیو (به انگلیسی: Marambio Base) یک فرودگاه است . این فرودگاه در کشور آرژانتین قرار دارد .